# Аеродром Софија
Аеродром Васил Левски Софија (: , : ) (буг. Международно летище „Васил Левски“ – София) је главни међународни аеродром бугарске престонице Софије, удаљен 10 km источно од средишта града.
То је далеко најпрометнија ваздушна лука у Бугарској - 2018. године кроз аеродром је прошло близу 7 милиона путника.
На софијском аеродрому се налази седиште државног авио-превозника „Булгаријаер”. Поред тога, аеродром је авио-чвориште за „Булгаријан Ер Чартер”, „Рајанер” и „Визер”Рајанер.

## Историја
Аеродром Софија је изграђен 1930-их у селу Враждебна поред Софије, тада релативно малом главном граду Царевине Бугарске. У циљу решавања саобраћајних проблема, разматрано је и измештање аеродрома на 70 km од Софије али је ипак одлучено да се садашњи аеродром прошири. Други терминал је отворен 27. децембра 2006.

## Реновирања
По плану за нови терминал на софијског аеродрома, терминал је изграђен источно од првобитног терминала. Нова писта је била отворена у августу 2006. а нови терминал је отворен у децембру 2006.

## Терминал 2
Нови Терминал 2 је отворен 27. децембра 2006. године када је слетео авион Булгарија Ера из Брисела. Један је од највећих пројеката у Бугарској који је грађен из фонда ЕУ. Нови терминал има 7 капија, 38 чек-ин шалтера и површину од 50.000m² и паркинг за 820 аутомобила.
Нови терминал је источно од терминала 1 и много је већи од старог терминала. Терминал 1 ће бити коришћен за нискотарифне авио-компаније.
Нови путнички терминал је грађена са капацитетом од 2.000 путника на сат, до 2,6 милиона путника годишње и са 26.000 тона карго робе. Први је аеродром у Бугарској који служи путнике са авио мостовима из авиона директно у терминал без употребе аутобуса.

## Авио-компаније и дестинације
1937. аеродром у Софији је коришћен на рути од Берлина до Атине, а до 1938. редовни директни летови су повезивали Софију са Београдом. Непосредно пре краја једнопартијске социјалистичке државе крајем 80-их, БАЛКАН (Бугарске авио-компаније) су обављале и домаће и углавном европске међународне летове до бројних дестинација, превозећи 2,8 милиона путника. Аеродром се користи за редовне, чартер и сезонске летове на многим европским и на неколико удаљенијих рута.

Следеће авио-компаније обављају редовне заказане и чартер летове до и из Софије:
| Airlines                      | Destinations |
| ----------------------------- | --- |
| Aegean Airlines               | Athens |
| Air Baltic                    | Riga |
| Air Serbia                    | Belgrade |
| Austrian Airlines             | Vienna |
| Arkia                         | Tel Aviv |
| Azerbaijan Airlines           | Seasonal: Baku |
| British Airways               | London–Heathrow |
| Bulgaria Air                  | Amsterdam, Athens, Berlin, Brussels, Burgas, Frankfurt, London–Heathrow, Madrid, Milan–Malpensa, Paris–Charles de Gaulle, Prague, Rome–Fiumicino, Tel Aviv, Varna, Zürich Seasonal: Barcelona, Heraklion, Larnaca, Lisbon, Málaga, Palma de Mallorca Seasonal charter: Agadir, Grenoble, Hambantota–Mattala, Hurghada, Mahé, Mauritius, Sal, Sharm El Sheikh |
| Corendon Airlines             | Seasonal charter: Antalya |
| EasyJet                       | Seasonal: London–Gatwick, Manchester, Paris–Orly |
| El Al                         | Tel Aviv |
| Flydubai                      | Dubai–International |
| Israir Airlines               | Tel Aviv |
| ITA Airways                   | Seasonal: Rome–Fiumicino |
| LOT Polish Airlines           | Warsaw–Chopin |
| Lufthansa                     | Frankfurt, Munich |
| Norwegian Air Shuttle         | Seasonal: Helsinki, Oslo |
| Pegasus Airlines              | Antalya, Istanbul–Sabiha Gökçen |
| Qatar Airways                 | Doha |
| Ryanair                       | Alicante, Barcelona, Bari, Beauvais, Bergamo, Berlin, Birmingham, Bologna, Bristol, Budapest, Catania, Charleroi, Cologne/Bonn, Copenhagen, Dublin, Edinburgh, Eindhoven, Hahn, Karlsruhe/Baden-Baden, Liverpool, London–Stansted, Madrid, Málaga, Malta, Memmingen, Naples, Nuremberg, Palma de Mallorca, Paphos, Pisa, Rome–Ciampino, Tel Aviv (resumes 2. мај 2025.), Treviso, Valencia, Vienna, Wrocław Seasonal: Bratislava, Chania, Corfu, Rhodes, Skiathos, Zadar, Zagreb |
| Sky Express                   | Athens |
| SunExpress                    | Seasonal: Antalya, İzmir |
| Swiss International Air Lines | Zürich |
| TAROM                         | Bucharest–Otopeni |
| Transavia                     | Seasonal: Paris–Orly |
| TUI Airways                   | Seasonal: Birmingham, London–Gatwick, Manchester Seasonal charter: Dublin |
| Turkish Airlines              | Istanbul |
| TUS Airways                   | Tel Aviv |
| Wizz Air                      | Abu Dhabi, Alghero (begins 19 June 2025), Barcelona, Bari, Basel/Mulhouse, Beauvais, Bergamo, Charleroi, Dortmund, Eindhoven, Hahn, Hamburg, Kraków (begins 16 June 2025), Larnaca, London–Luton, Lyon, Madrid, Málaga, Memmingen, Naples, Nice, Rome–Ciampino, Stuttgart, Tel Aviv, Valencia, Yerevan |